# 有田ダム
有田ダム（ありたダム）は、佐賀県西松浦郡有田町白川地先、二級河川・有田川水系白川川に建設されたダムである。

## 概要
有田川水系では、昭和28年西日本水害で河川が氾濫し、流域は大被害を受けた。有田町内の河川沿いには家屋の密集地で、河川の拡幅は困難であった。また、河川から流域への灌漑は古来から渇水による旱魃もあり、水不足の問題も生じていた。
これらの問題を抜本的に改善するため、有田川水系の白川上流部に佐賀県で初めての多目的ダムとして有田ダムを建設し、洪水調節、取水の安定化、河川環境の保全等、および上水道の水源確保を図っている。

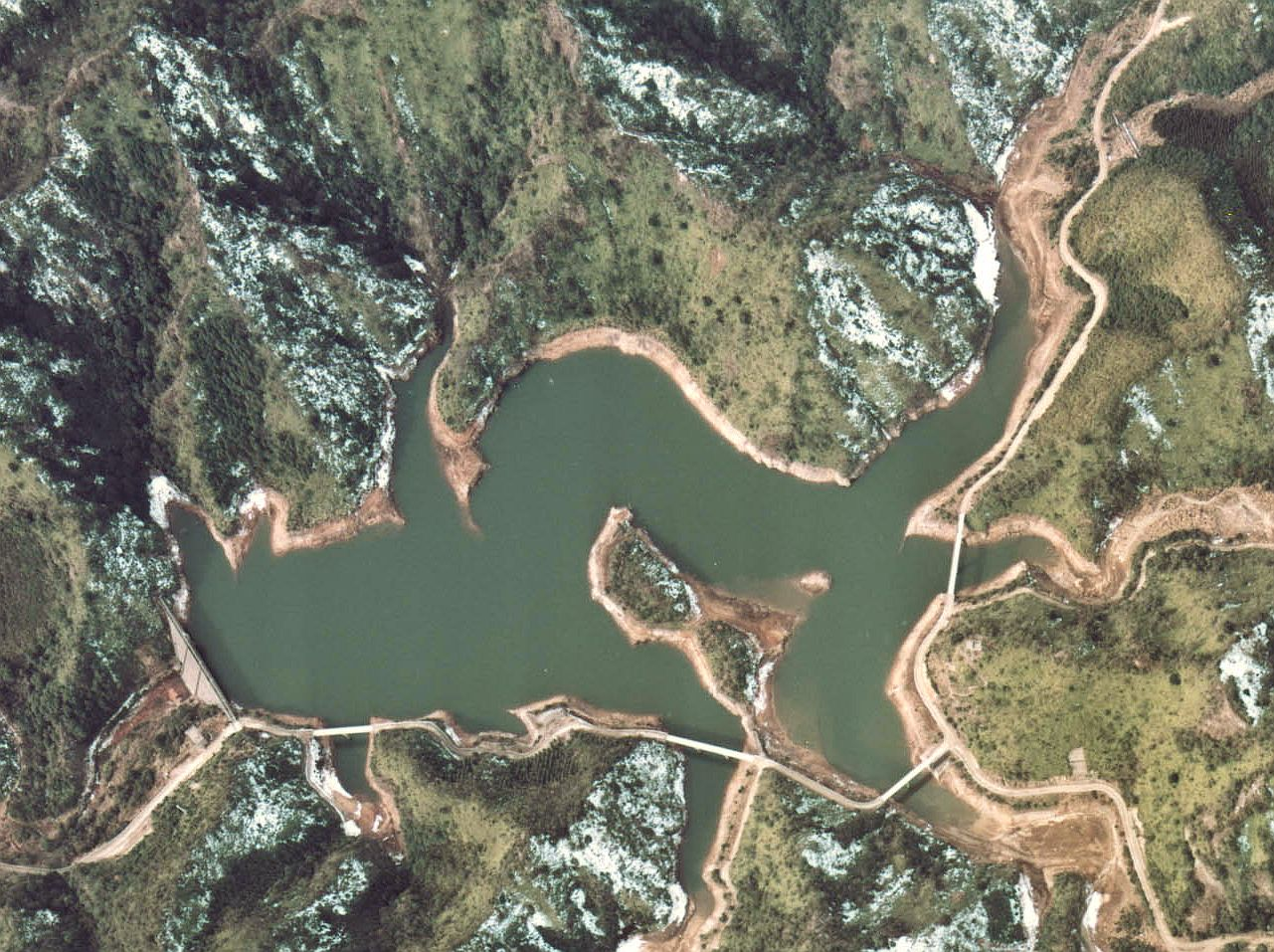
秘色の湖